# Paul Merson
Paul Charles Merson (Harlesden, Inglaterra, 20 de marzo de 1968) es un exfutbolista y entrenador inglés. Jugaba en la posición de centrocampista. Tuvo 21 años de carrera, de 1985 a 2006.

## Selección nacional
Fue internacional con la selección de fútbol de Inglaterra en 21 ocasiones y marcó 3 goles.

### Participaciones en Copas del Mundo
| Mundial                        | Sede    | Resultado        |
| ------------------------------ | ------- | ---------------- |
| Copa Mundial de Fútbol de 1998 | Francia | Octavos de final |

### Participaciones en Eurocopas
| Eurocopa      | Sede   | Resultado    |
| ------------- | ------ | ------------ |
| Eurocopa 1992 | Suecia | Primera fase |

## Clubes
| Club             | País       | Año         |
| ---------------- | ---------- | ----------- |
| Arsenal FC       | Inglaterra | 1985 - 1987 |
| Brentford FC     | Inglaterra | 1987        |
| Arsenal FC       | Inglaterra | 1988 - 1997 |
| Middlesbrough FC | Inglaterra | 1997 - 1998 |
| Aston Villa      | Inglaterra | 1998 - 2002 |
| Portsmouth FC    | Inglaterra | 2002 - 2003 |
| Walsall FC       | Inglaterra | 2003 - 2006 |

## Palmarés

### Campeonatos nacionales
| Título           | Club       | País       | Año     |
| ---------------- | ---------- | ---------- | ------- |
| First Division   | Arsenal FC | Inglaterra | 1988-89 |
| First Division   | Arsenal FC | Inglaterra | 1990-91 |
| Community Shield | Arsenal FC | Inglaterra | 1991    |
| FA Cup           | Arsenal FC | Inglaterra | 1992-93 |
| Copa de la Liga  | Arsenal FC | Inglaterra | 1992-93 |

### Copas internacionales
| Título           | Club        | Sede       | Año     |
| ---------------- | ----------- | ---------- | ------- |
| Recopa de Europa | Arsenal FC  | Copenhague | 1993-94 |
| Copa Intertoto   | Aston Villa | Birmingham | 2001    |

### Distinciones individuales
| Distinción                           | Año  |
| ------------------------------------ | ---- |
| Premio PFA al jugador joven del año. | 1989 |

## Carrera en los medios
En 2019, Merson ganó la segunda temporada del concurso de 5Star, Celebs on the Farm. A partir de septiembre de 2024, Merson fue concursante de la vigesimosegunda temporada de Strictly Come Dancing y formó pareja con la bailarina profesional Karen Hauer. La pareja permaneció hasta la quinta semana, cuando, el 20 de octubre de 2024, fueron eliminados.